# Kepler-371b
Kepler-371b es un planeta extrasolar que forma parte de un sistema solar formado por al menos dos planetas. Orbita la estrella denominada Kepler-371. Fue descubierto en el año 2014 por la sonda Kepler por medio de tránsito astronómico.